# 秘密箱

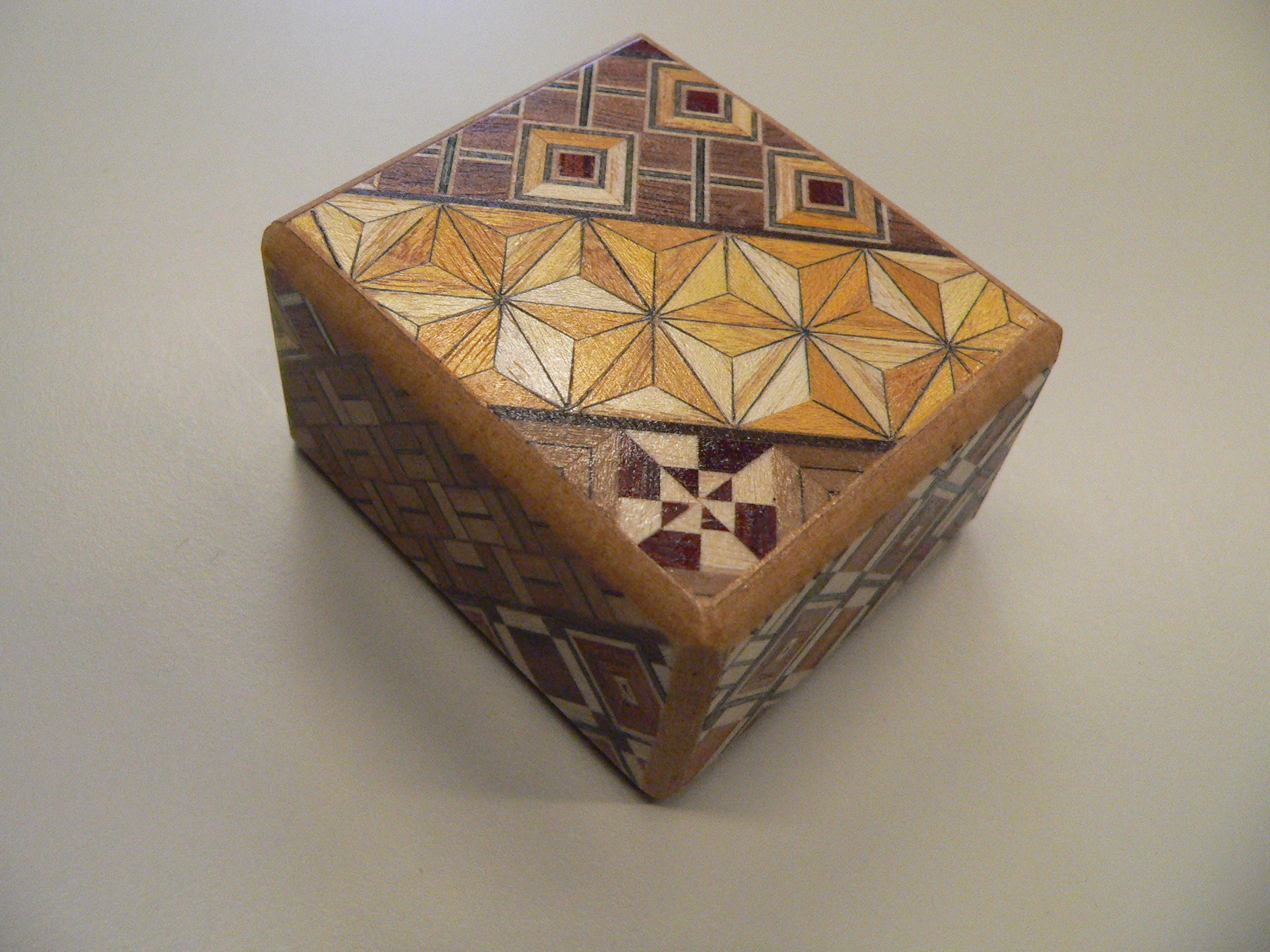
開ける前の秘密箱

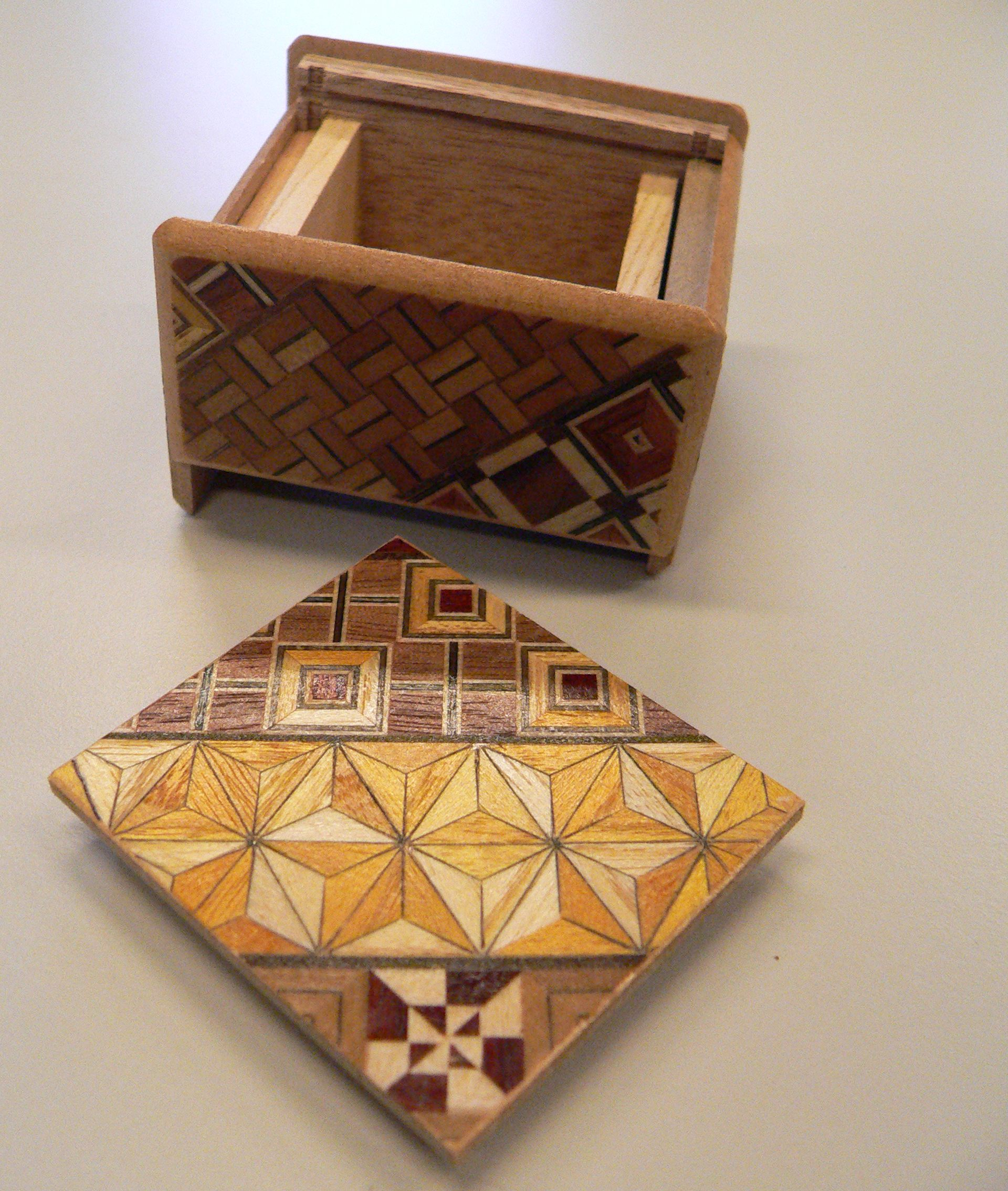
開いた秘密箱

秘密箱（ひみつばこ）は、内部や表面に仕掛を施し、一定の操作を行わないと開かないように作られた容器である。細工箱やからくり箱などとも呼ばれる。

## 歴史
秘密箱は最初、宝石や硬貨などの貴重品を泥棒などから隠すために作られた。正確な起源は不明であるが少なくとも18世紀末には存在していたことが確認されており、19世紀末に発刊されたパズル書"Puzzle Old and New"には多くの秘密箱が掲載されている。
19世紀半ばに黄燐マッチが発明されると、黄燐の自然発火を防いだり子供がふれられないようにしたりする目的で簡単に開かないマッチ箱（トリックマッチ箱と呼ばれる）が多数考案された。赤燐マッチの登場後これらのマッチ箱は使用されなくなり生産もされていないが、コレクターの収集の対象となっている。

## 日本の細工箱
日本では、19世紀末に箱根の大川隆五郎が考案した物が最初とされている。
箱根で生産されている秘密箱は、表面に同じ箱根の伝統工芸である寄木の技法による装飾がつけられている。これは、装飾と同時に表面にある木材の繋ぎ目（仕掛けの関係で面の中央など不自然な位置にあることが多い）を隠す効果もある。
この秘密箱は、大正時代には組木細工などと共に欧米に輸出されていた。現在でもみやげ物として販売されているが、構造が複雑なため、伝統的な秘密箱を作れる職人は現在少ない。

### からくり箱
箱根の伝統的な秘密箱の技法を学んだ亀井明夫は、1981年にからくり細工「安兵衛」を設立し独自の秘密箱の作成を始める。彼は伝統的な直方体の箱から脱却し、様々な形の作品とそれに見合った新たな開け方を考案している。その新しい亀井の作品を「からくり箱」と亀井自身が命名した。その作品は国際パズルパーティーなどにも出品され、世界中で高い評価を得ている。
1999年、亀井らは「からくり創作研究会」を設立した。同会は小田原市を中心に活動を行い、新たなからくりを考案している。また、日本各地で作品展を催している。伝統工芸品である。